# Medalla Polar
La Medalla Polar es una medalla conferida por el soberano del Reino Unido. Fue creada en 1857 con el nombre de la Medalla Ártica y en 1904 pasó a ser denominada Medalla Polar.

## Historia
El primer reconocimiento o condecoración polar fue llamada Medalla Ártica la cual fue otorgada dos veces en el siglo XIX. El Almirantazgo emitió la medalla en 1857 con motivo de varias expediciones, incluida la expedición para investigar la desaparición de Sir John Franklin y su tripulación quienes desaparecieron mientras buscaban el paso del noroeste en 1847.
Su Majestad manifiesta con beneplácito que una Medalla le sea conferida a todas las personas, de todos los rangos y clases, que han participado en varias expediciones a las regiones Árticas, tanto con fines de descubrimiento o búsqueda, entre los años 1818 y 1855, ambos inclusive.

El segundo otorgamiento de la Medalla Ártica fue a las tripulaciones de tres barcos que exploraron el Ártico en 1875–76. 
En 1904, la Medalla Polar fue otorgada por primera vez a los miembros de la primera expedición a la Antártida del Capitán Scott. También fue otorgada a las tripulaciones de los dos barcos de rescate, el Terra Nova y el Morning. Posteriormente también le otorgaron medallas a los miembros de las expediciones de Ernest Shackleton en 1907–09 y 1914–17.
Hasta 1968, la Medalla Polar le era otorgada a todo el que hubiera participado en una expedición polar reconocida por los gobiernos de cualquiera de los miembros del Commonwealth. Sin embargo desde entonces las reglas para su otorgamiento se han revisado poniendo mayor énfasis en los logros personales.
La medalla le puede ser otorgada a aquellos ciudadanos del Reino Unido de Gran Bretaña e Irlanda del Norte quienes personalmente han realizado contribuciones conspicuas al conocimiento de las regiones polares o que han prestado servicios distinguidos por períodos prolongados en apoyo a la adquisición de dicho conocimiento y que en ambos casos han debido enfrentar los riesgos y rigores que impone el medio ambiente polar. La medalla también puede ser otorgada en reconocimiento a servicios individuales distinguidos en apoyo de los objetivos de las expediciones polares, teniendo en consideración las dificultades que debieron ser sorteadas.
Un total de 880 medallas de plata y 245 medallas de bronce han sido otorgadas por expediciones antárticas. Otras 73 medallas de plata han sido otorgadas por servicios en el Ártico. 
A varias personas se les han otorgado barras a la medalla por haberse hecho merecedores del reconocimiento nuevamente por expediciones polares subsecuentes. Frank Wild y Ernest Joyce poseen el récord, cada uno de ellos ostenta cuatro barras en sus medallas polares.

## Australia
En 1987 el gobierno de Australia remplazó la Medalla Polar por su propia Medalla Antártica Australiana.

## Nueva Zelanda
En 1996, cuando Nueva Zelanda revisó su sistema de honores reales, los neozelandeses dejaron de recibir la Medalla Polar. Se propuso que la medalla se mantuviera, con un nuevo nombre, bajo regulaciones neozelandesas: la Medalla Antártica de Nueva Zelanda. La razón para el cambio de nombre es para enfatizar que Nueva Zelandia desea reconocer los logros con respecto a la Antártida. El informe que recomendó este cambio indicaba de manera inexacta que la medalla había sido nombrada por el Polo Norte, lo cual mostraba tanto ignorancia sobre la historia de la Medalla Polar como sobre la terminología geográfica. La nueva medalla fue formalmente instituida por la reina de Nueva Zelanda el 1 de setiembre de 2006.